# (30837) Steinheil
(30837) Steinheil est un astéroïde de la ceinture principale.

## Description
(30837) Steinheil est un astéroïde de la ceinture principale. Il fut découvert le 15 janvier 1991 à Tautenburg par Freimut Börngen. Il présente une orbite caractérisée par un demi-grand axe de 3,13 UA, une excentricité de 0,15 et une inclinaison de 15,4° par rapport à l'écliptique.

## Compléments